# Brvenica (Raška)
Brvenica (cirill betűkkel Брвеница), település Szerbiában, a Raškai körzethez tartozó Raška községben.

## Népesség
- 1948-ban 445 lakosa volt.
- 1953-ban 476 lakosa volt.
- 1961-ben 508 lakosa volt.
- 1971-ben 439 lakosa volt.
- 1981-ben 389 lakosa volt.
- 1991-ben 360 lakosa volt.
- 2002-ben 298 lakosa volt, akik mindannyian szerbek.